# Monumentul „Foametea din 1814” de la Ileanda
Obeliscul „Foametea din 1814” este un monument istoric din Ileanda, Sălaj, clasificat sub cod LMI SJ-IV-m-B-05157.
Monumentul este prevăzut cu o inscripție în limba maghiară (parțial deteriorată): T.V. ISPÁNY / UJFALVI SÁMUEL / URNAK / AZ UTAZÓK. KÉSZÜLT NAGY / INSÉG IDEJÉN / 1814 / KENYEREL SEGITETT /MUNKÁSOK ÁLTAL”. În traducere: ÎN CINSTEA COMITELUI ÚJFALVI SÁMUEL. RIDICAT CU AJUTORUL MUNCITORILOR AJUTAȚI CU PÂINE ÎN TIMPUL FOAMETEI DIN 1814.”
Monumentul este o mărturie a foametei din anii 1814-1817 care a lovit întreaga Transilvanie.